# 猜约县
14°40′20″N 100°28′04″E / 14.67225°N 100.46786°E
猜约县（發音：[t͡ɕʰāj.jōː]）是泰国红统府的一个县。面积72.3平方千米。2005年人口22882。海拔15米。下分9个区、56个村。猜约县分別與信武里府的蓬武里县以及華富里府的他翁县和华富里府治县、大城府的班佩县、马哈叻县以及红统府的红统府治县和普通县相鄰。